# シュマルカルデン条項
シュマルカルデン条項、（-じょうこう、ドイツ語:Schmalkaldische Artikel、英語:The Smalcald Articles、Schmalkald Articles）は、公会議に提出されるため、1537年にマルティン・ルターによって書かれた。これが公会議で認められることはなかったが、シュマルカルデン同盟の精神的支柱となった。